# Брюнцов
Брюнцов (нем. Brünzow) — община в Германии, в земле Мекленбург-Передняя Померания.
Входит в состав района Восточная Передняя Померания. Подчиняется управлению Лубмин.  Население составляет 660 человек (на 31 декабря 2010 года). Занимает площадь 16,14 км².
Коммуна подразделяется на 6 сельских округов.